# Helen Shaw
Helen Shaw (Míchigan, 25 de julio de 1897–Los Ángeles, California; 8 de septiembre de 1997) fue una actriz estadounidense reconocida por sus actuaciones en las series Diff'rent Strokes y Highway to Heaven. Interpretó a la sra. Dempsey en la película Twilight Zone: The Movie en 1983 y a la abuela del personaje de Steve Martin en la comedia de 1989 Parenthood.
Falleció en Los Ángeles el 8 de septiembre de 1997 a los cien años de edad.